# Skalite (Schlesische Beskiden)

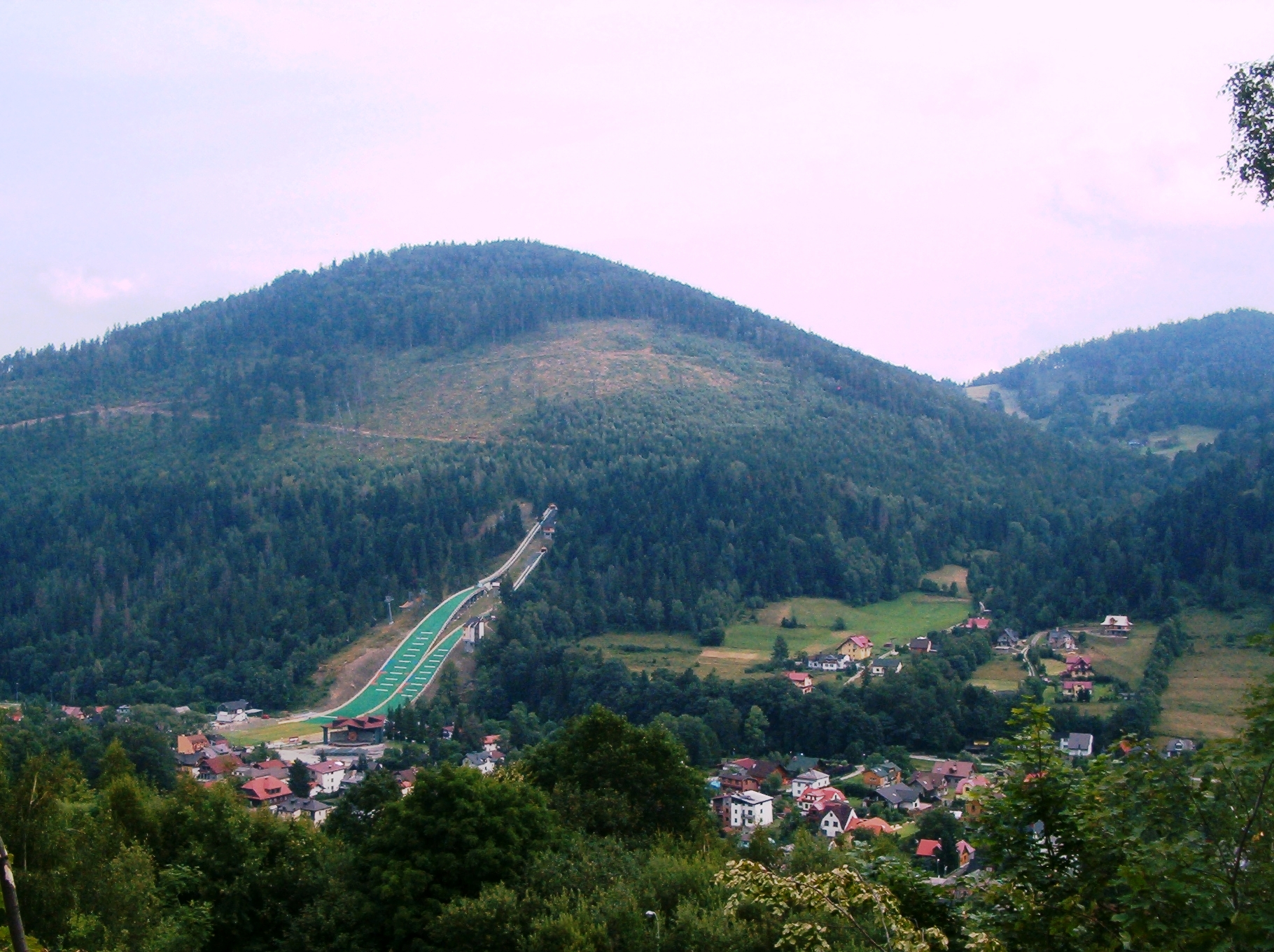
Skisprungschanze

Der Skalite ist ein Berg in Polen. Mit einer Höhe von 864 m ist er einer der niedrigeren Berge  im Barania-Kamm in den Schlesischen Beskiden. Der Berg ist ein beliebtes Touristenziel mit vielen Ausblicken auf die benachbarten Gebirge und das Tiefland. Er gehört zum Gemeindegebiet von Szczyrk. Am Berg befindet sich eine Skisprungschanze in Szczyrk.

## Tourismus
- Auf den Gipfel führen mehrere markierte Wanderwege von Szczyrk und Wisła
- Am Nordhang befindet sich die Skisprungschanze Szczyrk